# Musée de la vénerie de Senlis
Le musée de la Vénerie est un musée municipal de la ville de Senlis (Oise) situé dans l'ancien prieuré Saint-Maurice, inscrit monument historique. Au cœur de l'ancien Château Royal, lui-même classé, il se situe juste en face du parvis de la cathédrale Notre-Dame de Senlis. À l'entrée du musée et du parc du château royal, se trouve le musée municipal des Spahis.

## Historique

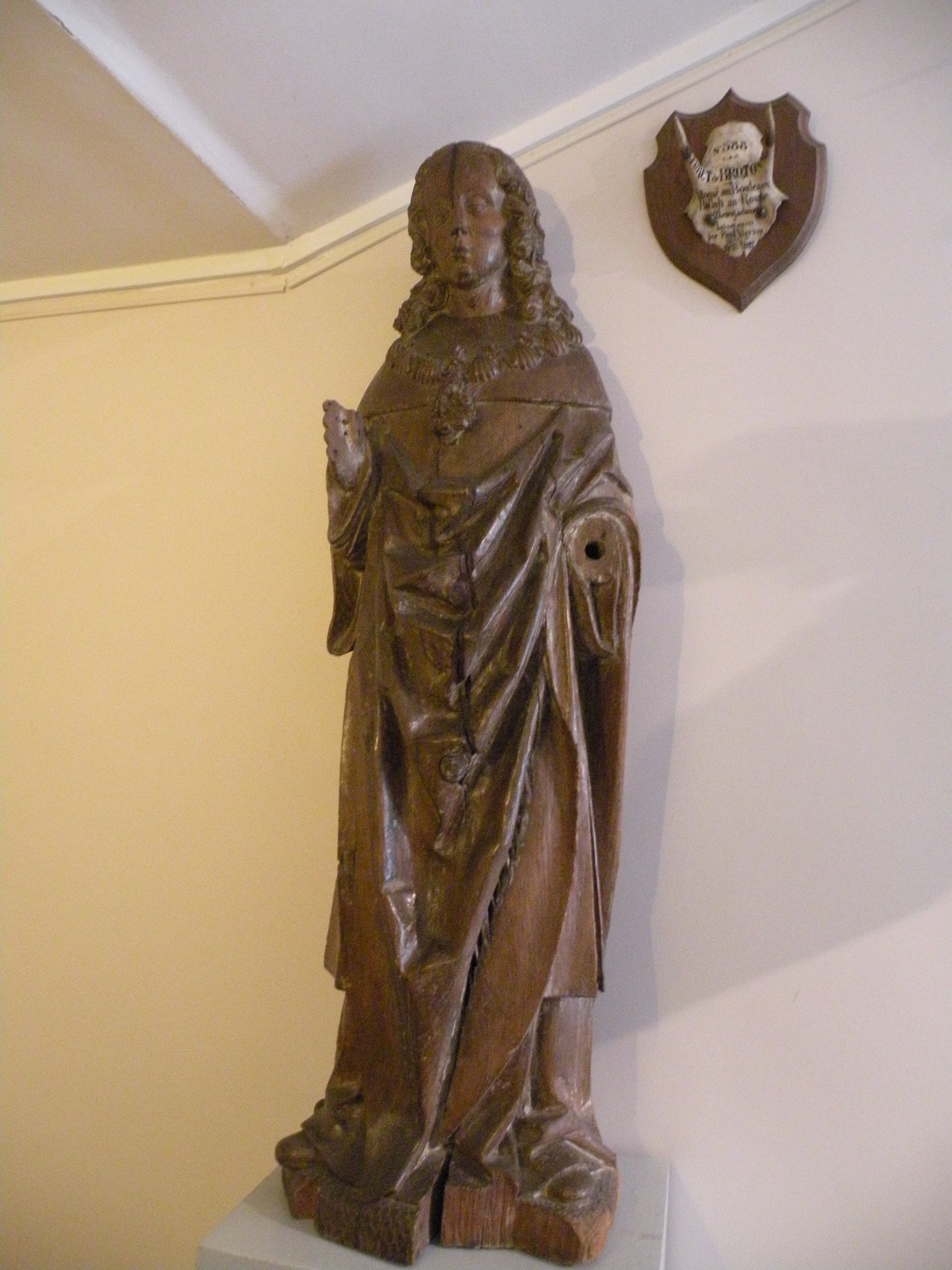
Statue en bois de Louis XII en costume de sacre du XVIe siècle.

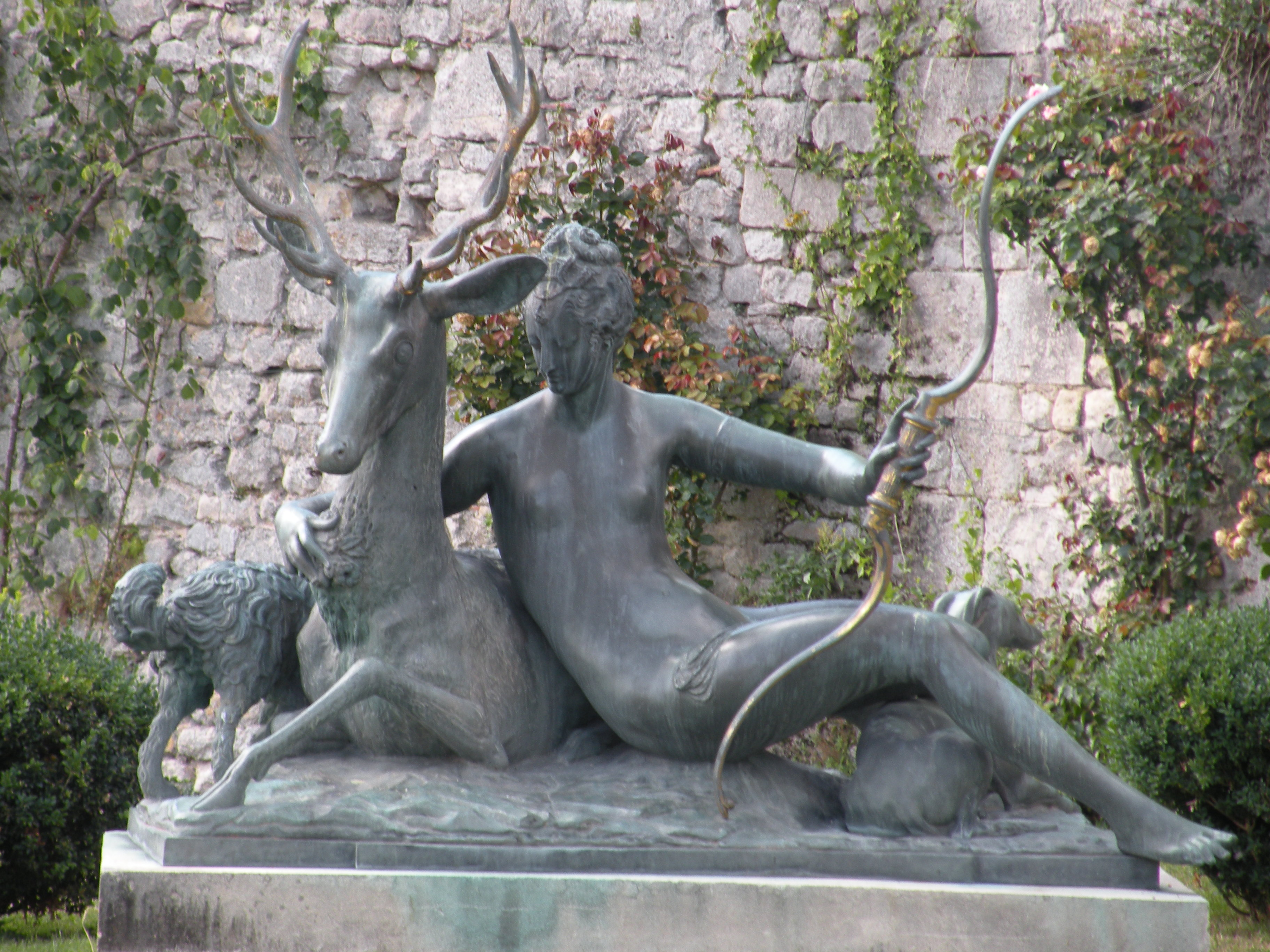
Copie en bronze du XIXe siècle de la « Diane au cerf ».

En 1934, l'affichiste, illustrateur et peintre animalier Charles-Jean Hallo devient le nouveau conservateur du musée municipal de Senlis, inauguré le 24 juillet 1887 dans la chapelle de l'ancien hôpital de la Charité, rue de Meaux. « Extraordinaire fouillis où voisinaient le meilleur et le pire » selon un guide touristique de 1958, il décide aussitôt de le transformer en musée de la Vénerie.
Bien introduit dans le milieu de la chasse à courre, toujours très pratiquée dans la région, Charles Hallo y suit l'une de ses passions personnelles et parvient à gagner la municipalité pour sa cause. Comme conséquence, les collections historiques sont en grande partie dispersées avec la réorganisation mise en place en 1935. Les pièces les plus intéressantes en rapport avec la ville et sa région, hormis les tableaux, sont confiées à la Société d'Histoire et d'Archéologie pour son musée. Ce dernier a été repris par la ville en 1952 et est devenu le musée d'art et d'archéologie de Senlis en 1983, avec son installation dans l'ancien palais épiscopal. Les tableaux de l'ancien musée municipal sont accrochés à l'Hôtel de ville, au tribunal d'instance, au tribunal de commerce et à la sous-préfecture. Pratiquement tout le reste sert à Charles Hallo de monnaie d'échange pour obtenir des objets en rapport avec le nouveau thème du musée de la part d'autres musées, partout en France. L'actuelle collection du musée de la Vènerie a donc été constitué par Charles Hallo, et a pu être enrichie par des dépôts d'autres musée, des prêts et des dons.
Très endommagé pendant la Seconde Guerre mondiale, il reste souvent fermé pendant ces années sombres. À l'étroit dans la chapelle, où une bonne partie des collections doit rester dans les réserves, la ville de Senlis cherche des nouveaux locaux plus spacieux, et décide ainsi d'acquérir le logis du prieur du prieuré Saint-Maurice. Situé dans un parc avec les ruines de l'ancien château royal, la ville rachète donc cet ensemble à la famille Turquet de la Boisserie en 1956. Vieille famille installée dans la région senlisienne depuis le XIIIe siècle, elle possédait le logis du prieur depuis 1816, et les ruines du château royal depuis 1835. Le vélodrome de Senlis inauguré en 1896 porte le nom Turquet de la Boisserie en souvenir de son fondateur. Le musée de la Vènerie est inauguré dans le logis du prieur un an plus tard, en 1958,.

## Présentation du musée

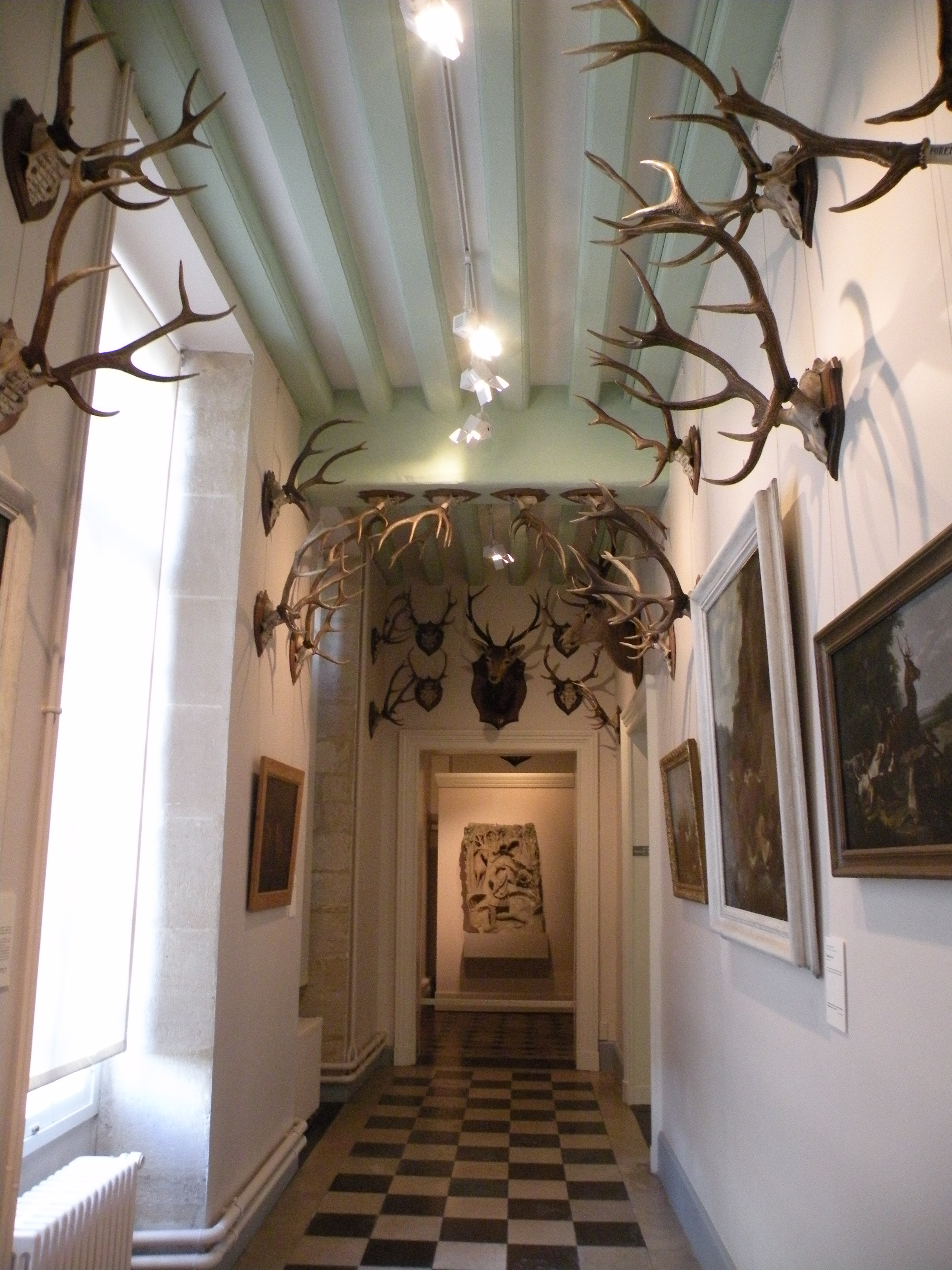
La galerie du rez-de-chaussée.

Le musée occupe les quatre niveaux du logis du prieur, bâtiment de style classique du XVIIIe siècle. L'intérieur a conservé la distribution d’une demeure habitée et son atmosphère chaleureuse grâce au talent du conservateur, Georges de Lastic, chargé de son réaménagement après une importante campagne de travaux. Les salles du rez-de-chaussée et celle du premier étage sont inaugurées en 1958. Les deuxième et troisième niveaux le seront en 1979.
Au rez-de-chaussée desservi par une longue galerie, la salle Turquet de la Boisserie introduit à l’art de la vénerie et peut accueillir des expositions, puis la salle Desportes évoque les chasses princières d’Ancien Régime avec un accent particulier sur les princes de Condé à Chantilly grâce aux tableaux de Desportes (dépôt du musée du Louvre), peintre des chasses royales, qui ornaient la salle des Gardes de leur château.
Les 1er et 2e étages, accessibles uniquement en visite guidée, sont organisés de façon thématique :  peintures XVIIIe – XXe siècles (salle Hallo),  vénerie impériale, Diane et Saint Hubert, la forêt, les chiens, le loup. Les équipages et tenues de vénerie occupent le dernier niveau.

## Collections du musée de la Vénerie

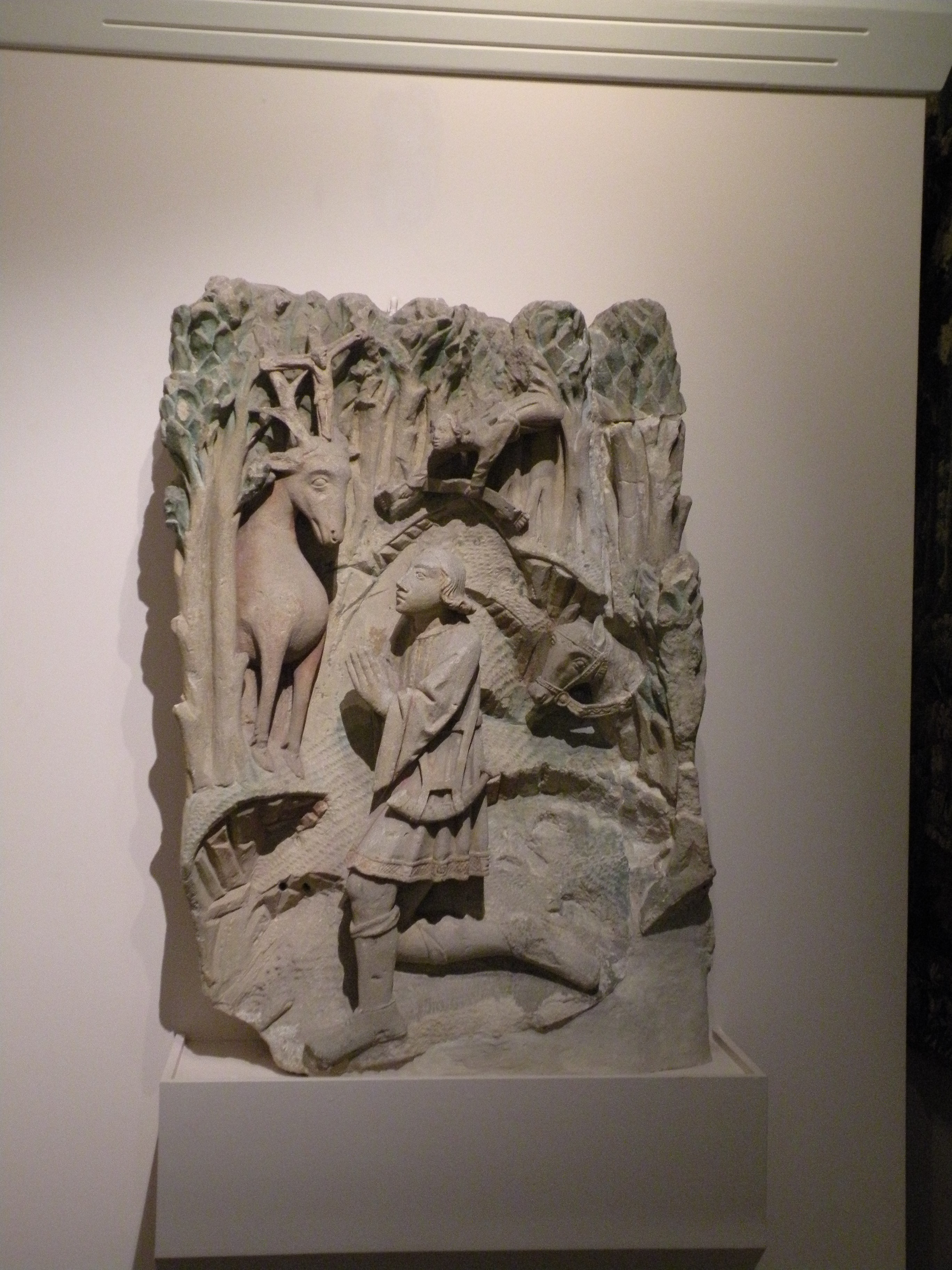
Bas-relief « Vision de Saint-Hubert »

Les collections comprennent une importante collection de représentations iconographiques se rapportant à la chasse à courre : peintures, dessins, gravures, photos anciennes, sculptures, assiettes peintes, tapisseries etc. Un autre volet des collections sont les trophées de chasse et les tenues de vénerie.
- Peintures de Desportes (Hallali de cerf et Chasse aux renards, décor de la salle des Gardes du château de Chantilly[7]).
- Peintures de Oudry (Chien à la jatte[8]), Giovanni Boldini (Portrait d’Olympe Hériot [9]).
- Peinture de Pierre-Denis Martin (Rendez-vous de chasse à Bougival[10]).
- Œuvres de Albrecht Dürer, Jacques Callot, Adam François van der Meulen, Paul de Vos, et, bien entendu, de Jean-Charles Hallo.
- Aquarelles réalisées par la comtesse Mathilde Turquet de la Boisserie à la fin du XIXe siècle.
- Décor de l’hôtel du Grand-Cerf (Senlis) par Albert Guillaume[11].
- Tableaux et sculptures sur les thèmes de Diane, de Saint Hubert, de la forêt, des chiens et du loup.
- Les bois des plus beaux cerfs tués dans les forêts de l'Oise.
- Tenues et boutons de vénerie, dagues et trompes de chasse en cuivre et en argent, dont certaines pièces rarissimes.

Sur le chemin vers le musée, une copie en bronze du XIXe siècle, de la « Diane au cerf » du château d'Anet a été posée. L'original est une œuvre de Jean Goujon. Puis, derrière le musée près de la porte sur la place Saint-Maurice à l'ouest, le petit obélisque provenant du carrefour des Égyptiennes ou carrefour de l'Obélisque devant l'ancienne porte Bellon du rempart médiéval a trouvé un nouveau domicile. Ce carrefour se trouvait près du monument de la fraternité franco-marocaine, cours Boutteville. L'obélisque avait été érigé en 1779 pour célébrer la naissance de Marie-Thérèse de France, premier enfant de Louis XVI et Marie-Antoinette au bout de huit années de mariage.